# Cywilna Szkoła Pilotów i Mechaników
Cywilna Szkoła Pilotów i Mechaników – szkoła lotnicza istniejąca w latach 1946–1949 na Opolszczyźnie w Ligocie Dolnej.

## Historia
Po zakończeniu II wojny światowej zaistniała potrzeba stworzenia szkoły zdolnej do przeszkolenia w krótkim czasie rzesz entuzjastów lotnictwa, którzy byli pilotami samolotowymi lub szybowcowymi wyszkolonymi przed wojną w aeroklubach lub licznych w tym czasie szkołach szybowcowych. Większość z nich straciła podczas działań wojennych kontakt z lotnictwem, potrzebowali szkolenia przypominającego w celu wznowienia nawyków lotniczych. Ponadto istniała w kraju duża grupa młodych entuzjastów lotnictwa, którzy nie mieli żadnego przeszkolenia lotniczego, a byli zainteresowani odbyciem praktycznego szkolenia lotniczego.
W tym czasie w Departamencie Lotnictwa Cywilnego (DLC) Ministerstwa Komunikacji pracowali przedwojenni działacze lotnictwa, m.in.: Jan Madejczyk, Mieczysław Kusnerz, Romuald Flach oraz inżynier Wiktor Leja. Stworzyli oni koncepcję szkoły, która miała umożliwić powrót do latania pilotom z okupacyjną przerwą oraz pozwoliłaby na szkolenia od podstaw pilotów samolotowych. Pozwoliłoby to stworzyć kadrę instruktorską na potrzeby tworzonego w Polsce lotnictwa cywilnego. W tym czasie aerokluby nie dysponowały odpowiednią ilością sprzętu oraz właściwą kadrą do dokonania takiego przeszkolenia.

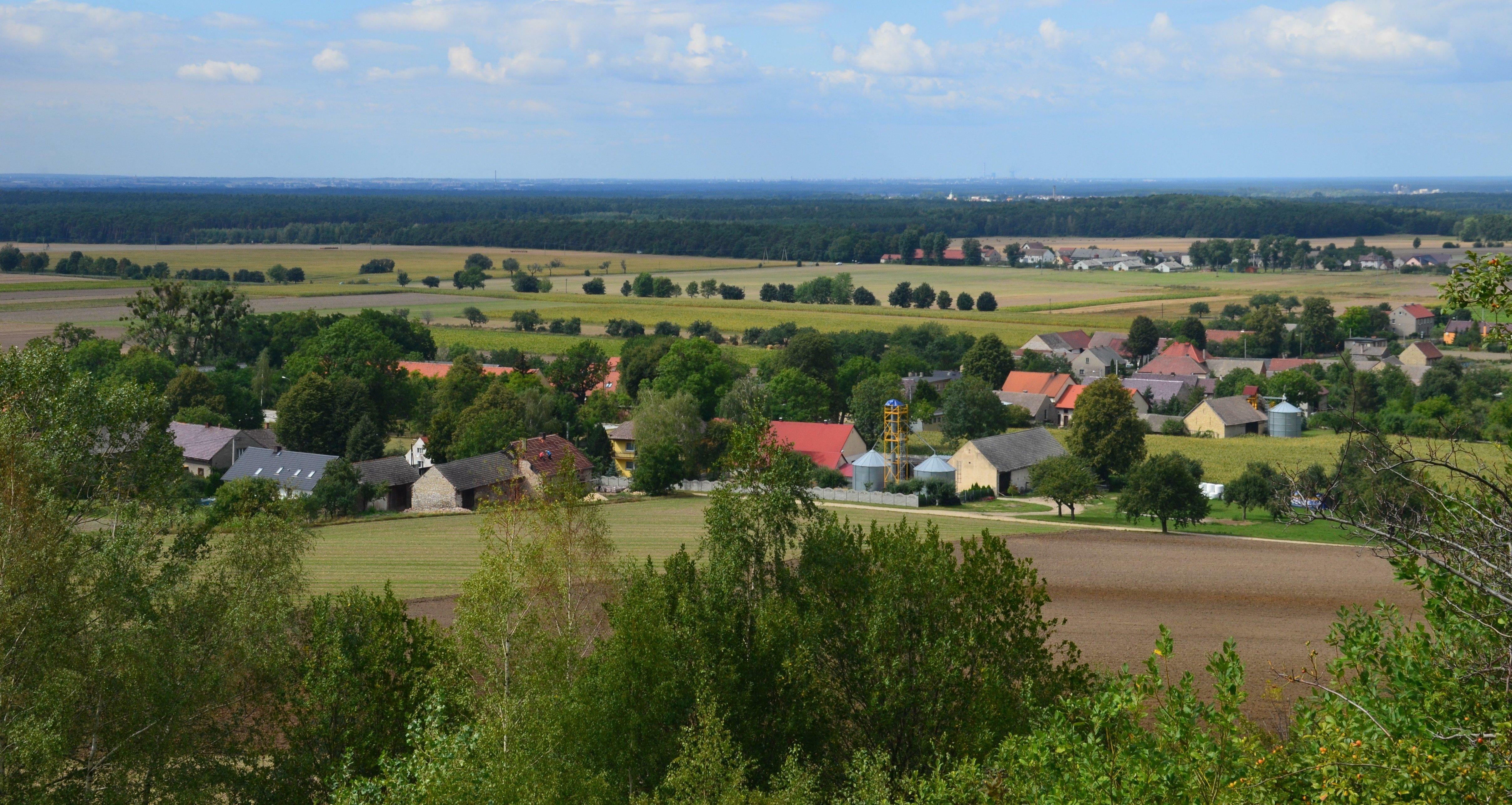
Ligota Dolna – miejsce funkcjonowania Cywilnej Szkoły Pilotów i Mechaników

Na lokalizację szkoły wytypowano lotnisko znajdujące się Ligocie Dolnej, gdzie istniało rozległe zaplecze techniczne w postaci dwóch poniemieckich hangarów mieszczących ok. 15-16 samolotów oraz budynków, w których można byłoby zakwaterować kadrę instruktorską i kursantów. Lotnisko dysponowało również długim trawiastym pasem startowym, który leżał na rozległej równinie. Już od 1936 roku działała tu szkoła szybowcowa podległa Nationalsozialistisches Fliegerkorps, w czasie II wojny światowej z lotniska korzystało Luftwaffe. Działania wojenne nie spowodowały większych zniszczeń w tym obiekcie, więc istniała duża szansa na szybkie zorganizowanie szkolenia. W drugiej połowie 1945 roku został skierowany do Ligoty Tadeusz Kiełbasa, którego pierwotnym zadaniem było zabezpieczanie poniemieckiego sprzętu oraz stworzenie szkoły szybowcowej. Do pomocy otrzymał instruktora Jana Dziubę, resztę personelu miał rekrutować spośród miejscowej ludności. Na podstawie przygotowanych przez niego opinii o miejscowych warunkach Departament Lotnictwa Cywilnego, zarządzeniem z dnia 16 lutego 1946 roku, podjął decyzję o stworzeniu tam szkoły, która otrzymała nazwę Cywilna Szkoła Pilotów i Mechaników (CSPiM) w Ligotce Dolnej.

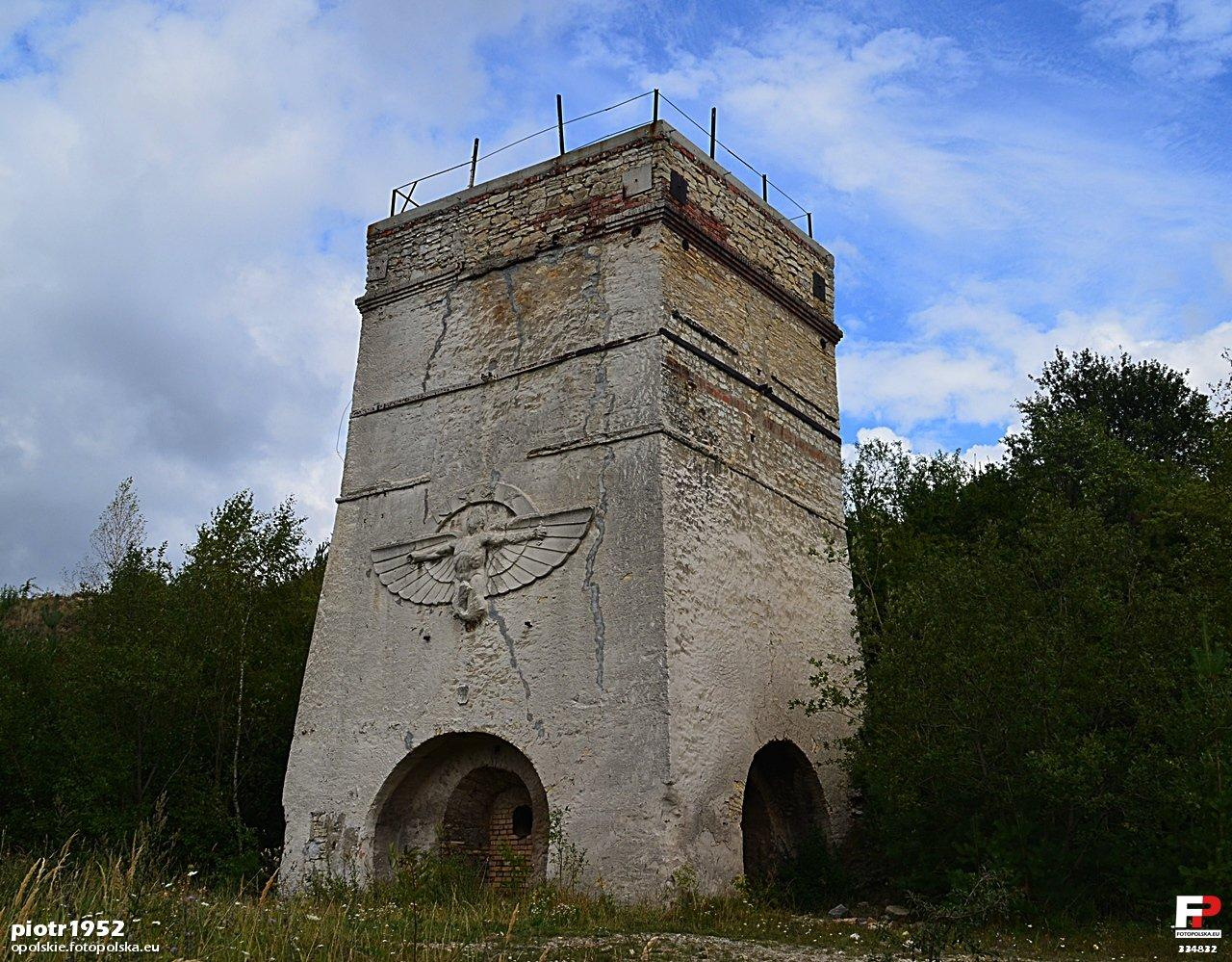
Piec wapienniczy w Ligocie z pozostałością loga Nationalsozialistisches Fliegerkorps

Pierwszym kierownikiem CSPiM został ppłk obs. Zenon Romanowski, sprawami administracyjnymi szkoły zajął się kpt. Czesław Łabęcki, a szefem technicznym został Andrzej Piróg. Do szkolenia kursantów przydzielono czterech instruktorów: Władysława Ryżkę, Leszka Kamińskiego, Adama Czepirskiego oraz Leona Kubarskiego. Szkoleniem mechaników zajmowali się: Edmund Górecki, Piotr Opierowiec, Jan Kielan i Franciszek Chądzyński. Początkowo szkoła dysponowała skromną ilością sprzętu, a warunki lokalowe były trudne. Kursanci otrzymali miejsca w 10-12 osobowych sypialniach, wyżywienie oceniano jako monotonne, ale czasem udawało się dowieźć do szkoły samolotem wieprzowinę pozyskaną na świniobiciach w okolicznych wnioskach. W ocenie uczestników szkolenia, w porównaniu do innych ośrodków szkoleniowych w Polsce, Ligotka oferowała kursantom bardzo dobre warunki bytowe. Było to możliwe m.in. dzięki pomocy starosty strzeleckiego, który umożliwił szkole zakup dodatku żywnościowego poza obowiązującym systemem kartkowym.
6 maja 1946 roku nastąpiło oficjalne otwarcie Szkoły, faktycznie szkolenie trwało już od 15 kwietnia tegoż roku. Wzięli w nim udział piloci wyszkoleni jeszcze przed wojną, a potrzebujący oficjalnego potwierdzenia posiadanych kwalifikacji. Wśród kursantów znaleźli się: Paweł Zołotow, Stanisław Glinka, Irena Kempówna, Władysława Świtalska, Tadeusz Kiełbasa, Józef Zieleziński i inni. Z uwagi na szczupłość kadry instruktorskiej grupy szkoleniowe były bardzo liczne, na jednego instruktora przypadało 15-20 kursantów. Pomimo szczupłej kadry instruktorskiej i wykorzystania ok. 15 samolotów udało się w trakcie kursu wykonać 2619 lotów w czasie 545 godzin i 40 minut. 15 czerwca 1946 roku kurs został zakończony, ukończyło go 47 kursantów, z czego 29 otrzymało uprawnienia instruktorów, m.in. Aleksander Wąsowicz zasilił kadrę CSPiM. Wielu z nich powróciło do domów i jako licencjonowani piloci rozpoczęli latanie w odbudowywanych aeroklubach. Poza szkoleniem pilotażowym zorganizowano dla kursantów ćwiczenia w skokach spadochronowych.
Równolegle ze szkoleniem pilotów w tym samym czasie w CSPiM prowadzono szkolenie mechaników lotniczych. Kadrę stanowili przedwojenni mechanicy Aeroklubu Warszawskiego: Zygmunt Skóra, Franciszek Chądzyński i Jan Kielan oraz Franciszek Grześkowiak, szef mechaników 132 eskadry myśliwskiej. Podobnie jak na kursie pilotażowym większość uczestników tego kursu stanowili mechanicy lotniczy z wieloletnim stażem i praktyką. Mechanicy byli szkoleni teoretycznie i praktycznie w zakresie w obsłudze samolotu Po-2, który był przewidziany jako podstawowe wyposażenie lotnictwa aeroklubowego. Szkolenie z wynikiem pozytywnym ukończyło 34 mechaników, z czego 11 uzyskało uprawnienia instruktorów.
Rozpoczęto przygotowania do uruchomienia kolejnych kursów. Wśród kadry instruktorskiej nastąpiły zmiany, odeszli do PLL LOT Władysław Ryżko i Leszek Kamiński, kadra została zasilona poprzez dokooptowanie Eugeniusza Laudana, Tadeusza Arabskiego, Jana Sojki, Stanisława Glinki, Aleksandra Wąsowicza oraz Hipolita Kazimierczaka. Na lotnisku zostały uruchomione warsztaty lotnicze, które zapewniły bieżące serwisowanie samolotów szkoły oraz podjęły się remontowania poniemieckiego sprzętu. Część z samolotów wyremontowanych w CSPiM została przekazana aeroklubom na terenie Polski. W latach 1948–1949 szkolne warsztaty wykonały modyfikacje 19 samolotów Po-2 do wersji sanitarnej, były to pierwsze w Polsce samoloty sanitarne użytkowane w lotnictwie cywilnym.

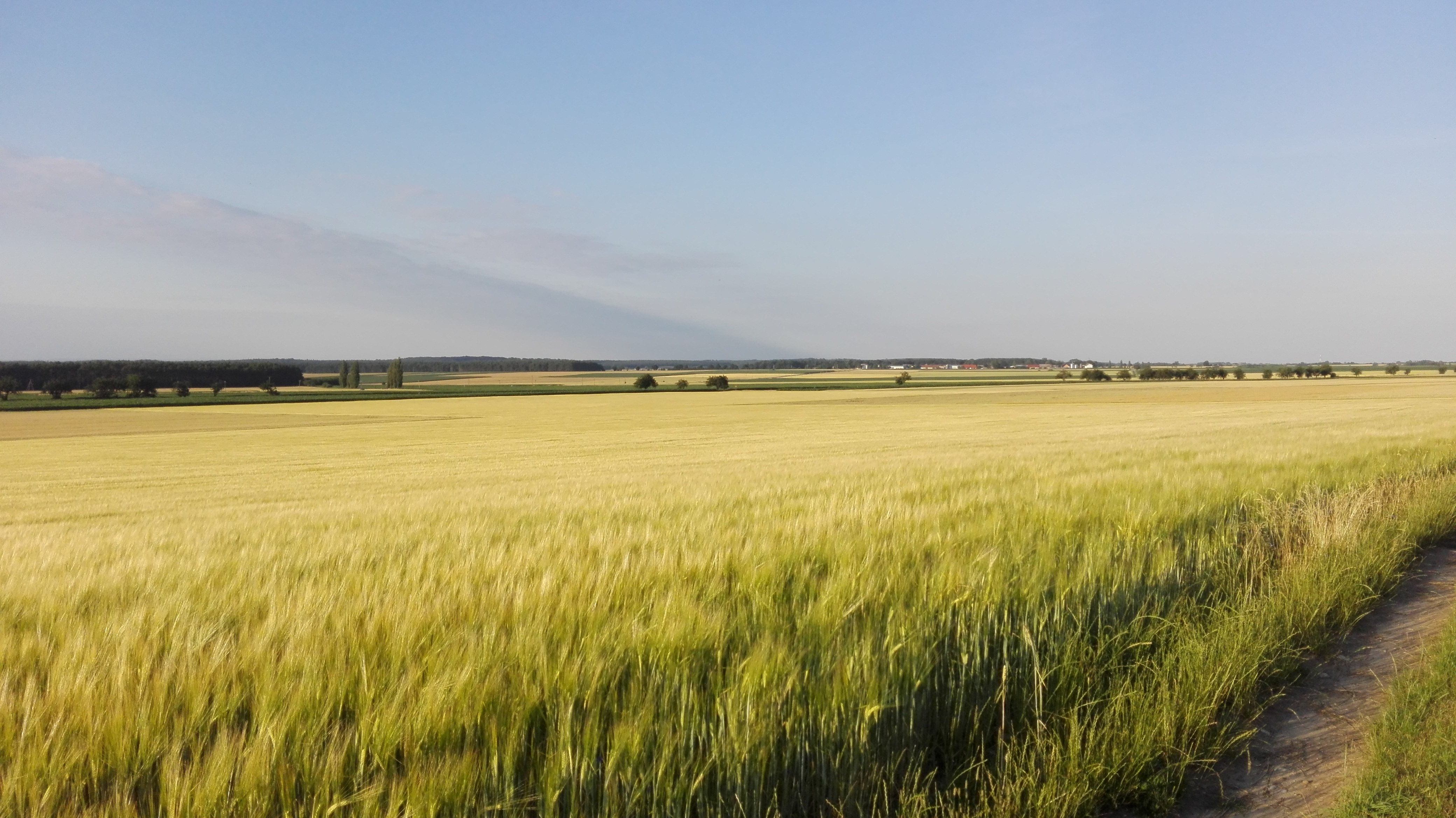
Rozległe równiny sprzyjały działalności lotniczej

22 lipca 1946 roku, w drugą rocznicę ogłoszenia Manifestu PKWN, uruchomiono pierwszy kurs szkolny pilotażu dla kandydatów mających szkolić się od podstaw w pilotażu silnikowym. Kandydatów na kurs kierował Departament Lotnictwa Cywilnego w Warszawie, w założeniu mieli to być piloci szybowcowi legitymujący się uprawnieniami kategorii C oraz studenci uczelni technicznych z kierunków lotniczych, tj. Szkoła Inżynierska im. Wawelberga i Rotwanda w Warszawie oraz Akademia Górniczo-Hutnicza w Krakowie. W praktyce wielu kursantów dysponowało jedynie kategoriami A lub B uzyskanymi jeszcze przed wojną, a ich naloty były liczone w minutach samodzielnych lotów. Już po uruchomieniu kursu zostali do niego dołączeni pracownicy PLL LOT (nawigatorzy i radiotelegrafiści), którzy mieli w Ligotce posiąść elementarne umiejętności w zakresie pilotażu.
Dużo liczniejsza kadra instruktorska pozwoliła na stworzenie mniejszych grup i intensyfikację programu szkolenia. Z uwagi na posiadane przez kursantów przeszkolenie szybowcowe zakładano, że mają oni opanowane zasady lotu. Po pierwszym locie zapoznawczym kursanci uczyli się w lotach po kręgu wszystkich faz lotu, takich jak wznoszenie, lot horyzontalny, zakręty oraz lądowanie. Z uwagi na użytkowanie wyeksploatowanego sprzętu (często jeszcze z przeszłością bojową) i całkowitym brakiem spadochronów, w szkole nie wykonywano przeciągnięcia, korkociągu czy pętli. W większości przypadków laszowanie pilotów, czyli dopuszczenie do samodzielnego wykonywania lotów, następowało po 40-50 lotach z instruktorem, następnie przechodzili oni do samodzielnych lotów warunkowych do strefy pilotażu. Wykonywano przelot nawigacyjny po trójkącie, następnie przelot z lądowaniem na obcym lotnisku. Na koniec szkolenia kursanci wykonywali dwa loty samodzielne na tzw. pilotaż w strefie. Tuż przed zakończeniem kursu trzy maszyny z załogami złożonymi z instruktorów i kursantów, wzięły udział w defiladzie powietrznej zorganizowanej w Bydgoszczy 1 września 1946 roku Po zakończeniu kursu jego uczestnicy legitymowali się nalotem na poziomie ok. 12 godzin oraz świadectwem ukończenia kursu, na podstawie którego Departament Lotnictwa Cywilnego wydawał im licencję pilota turystycznego. Tak jak w przypadku kursu unifikacyjnego, równolegle do kursu pilotażowego odbywał się w szkole kurs mechaników. Tym razem jego członkami były osoby nieposiadające doświadczenia, w trakcie kursu dopiero zdobywały praktyczne doświadczenie w zakresie obsługi samolotów cywilnych. W 1946 roku udało się wyszkolić w CSPiM łącznie 189 osób.
Po zakończeniu pierwszego kursu szkolnego zaszły zmiany w kadrze szkoły. Stanowisko kierownika CSPiM objął mjr pil. Edmund Surmasiewicz, stanowisko szefa wyszkolenia objął instruktor Stanisław Pniak. Szefem mechaników został Stanisław Kozioł, a Andrzej Piróg objął stanowisko szefa szkolnych warsztatów lotniczych.
Pozytywne doświadczenia z organizacji kursów w 1946 roku oraz olbrzymia liczba chętnych do przeszkolenia w zakresie pilotażu spowodowała, że Departament Lotnictwa Cywilnego podjął decyzję o organizacji w 1947 roku w Ligotce Dolnej trzech kursów (2., 3. i 4.). Pierwszy zaplanowano na okres maj – czerwiec, drugi na lipiec – sierpień, a trzeci na wrzesień – październik. Program szkolenia został zorganizowany tak, aby była możliwa jego realizacja w ciągu sześciu tygodni. Tak jak przy pierwszym kursie szkolnym obowiązywała zasada, że kursanci kierowani do CSPiM mieli ukończone szkolenie szybowcowe i mieli opanowane zasady lotu. Uporządkowano już kwestie formalnego zgłaszania, kursanci stawiali się w szkole wyposażeni w dokumenty potwierdzające ich stan zdrowia, przynależność do organizacji delegującej oraz dokumenty potwierdzające posiadane kwalifikacje lotnicze. Przegląd przedstawionych dokumentów decydował o dopuszczeniu do szkolenia lotniczego, osoby zakwalifikowane wpłacały do kasy szkoły opłatę kursową w wysokości 5000 zł (równowartość miesięcznej pensji wykwalifikowanego pracownika).
Kursanci kończący szkołę w 1947 roku dysponowali nalotem rzędu 18–20 godzin spędzonych w powietrzu. Zmiany przepisów lotniczych, wprowadzone przez DLC, spowodowały, że licencję pilota cywilnego mogły otrzymać osoby mające wylatane 25 godzin. Zmuszało to absolwentów CSPiM do „dolatania” brakujących godzin w aeroklubach.
W sierpniu 1947 roku doszło do pożaru dużego hangaru szkoły, zniszczeniu uległo ok. 8 samolotów Po-2. Hangar nie został odbudowany, co utrudniło funkcjonowanie szkoły. Przesunął się też zaplanowany cykl szkolenia, ostatnia grupa kursantów zakończyła szkolenie 31 października tegoż roku. Łącznie w 1947 roku 150 osób ukończyło szkolenie w CSPiM.
Na 1948 rok zaplanowano trzy kursy szkolne (5., 6. i 7.). Patronat nad szkołą objęła Powszechna Organizacja „Służba Polsce”, skierowania do szkoły wydawały też organizacje lotnicze i aerokluby. Kursanci zostali jednolicie umundurowani w stroje junaków PO „Służba Polsce”. Utrzymano zasadę odpłatności szkolenia, jedynie kursanci kierowani przez Służbę Polsce byli zwolnieni z opłaty. Nabór na szkolenie osób urodzonych w latach 1928–1930 sprawił, że szkolenie zmieniono pod kątem późniejszej służby absolwentów CSPiM w lotnictwie wojskowym. Program szkolenia został rozszerzony, m.in. o loty w szyku. Zmiana programu szkolenia zaowocowała wydłużeniem nalotu kursantów kończących szkołę do ok. 30 godzin spędzonych w powietrzu, co pozwalało im automatycznie uzyskać licencję pilota turystycznego. W 1948 roku poza kursami szkolnymi były organizowane w CSPiM kursy doskonalące, tj. kursy latania na przyrządy oraz kursy akrobacji lotniczej. Na trzech turnusach szkoleniowych w 1948 roku wyszkolono 90 pilotów oraz 10 mechaników lotniczych.
Rok 1949 przyniósł znaczne zmiany w funkcjonowaniu szkoły. Została przekształcona w Centrum Wyszkolenia Pilotów i Mechaników Powszechnej Organizacji „Służba Polsce”, zaplanowano w niej odbycie trzech kursów szkolnych (8., 9., 10.). Przy naborze kursantów preferowano pilotów szybowcowych z uprawnianiami instruktorskimi, pozostali kandydaci byli weryfikowani pod kątem ich przydatności do służby w lotnictwie wojskowym. Po raz pierwszy pojawiło się kryterium polityczne naboru – odrzucano kandydatów mających jakiekolwiek związki z Europą Zachodnią lub związanych z podziemiem niepodległościowym z okresu II wojny światowej. Zmiany dotknęły też kadrę szkoły. Nowym kierownikiem został kpt. pil. Krzysztof Donigiewicz, zastępcą ds. polityczno-wychowawczych ppor. obs. Tadeusz Kasprzak, szefem wyszkolenia został por. pil. Wacław Kozielski. Zmiany nastąpiły również w sferze sprzętu lotniczego – do szkoły trafił samoloty polskiej konstrukcji LWD Szpak 4T. W 1949 roku szkolenie ukończyło ok. 90 pilotów.
Kursy zorganizowane w 1949 roku były ostatnimi kursami szkolnymi, jakie przeprowadzono w Ligotce pod szyldem CWPiM P.O. SP. Na przełomie lat 1949 i 1950 szkoła przeniosła swoją działalność do Wrocławia, na lotnisko Gądów Mały, zmieniając nazwę na Centrum Wyszkolenia Lotniczego. Budynki szkoły zostały przejęte przez państwową firmę handlową, tereny zostały rozparcelowane pomiędzy okolicznych rolników.

## Upamiętnienie
W 1961 roku odbyła się w Ligocie Dolnej uroczystość 15-lecia CSPiM, zorganizowana przez Centrum Wyszkolenia Lotniczego Wrocław. Uroczystość uświetnił Andrzej Abłamowicz, który samolotem PZL MD-12 przywiózł do Ligoty Dolnej grupę absolwentów CSPiM. Kolejne spotkanie absolwentów CSPiM odbyło się w dniach 8–10 czerwca 2007 roku podczas Zjazdu pokoleń lotniczych Kamień Śląski – Ligota Dolna – Góra św. Anny.
Obecnie w Ligocie Dolnej funkcjonuje Izba Tradycji Lotniczych, która gromadzi pamiątki związane z lotniczą przeszłością miejscowości .

## Znani absolwenci CSPiM
- Andrzej Abłamowicz – pilot doświadczalny,
- Tadeusz Augustyniak – organizator śmigłowcowego lotnictwa ratunkowego w Polsce,
- Józef Dankowski – długoletni trener Szybowcowej Kadry Narodowej,
- Irena Kaniewska – polska szybowniczka, rekordzistka świata,
- Irena Kempówna – polska szybowniczka, rekordzistka świata,
- Tadeusz Kostia – polski konstruktor szybowcowy,
- Edward Makula – pilot szybowcowy, rekordzista Polski i świata,
- Wanda Modlibowska – polska lotniczka sportowa i szybowniczka,
- Justyn Sandauer – polski konstruktor szybowcowy,
- Aleksander Sewiński – w latach 90. szef Aeroklubu Rybnickiego,
- Maria Wardasówna – polska powieściopisarka,
- Ryszard Witkowski – polski pilot doświadczalny, instruktor lotniczy,
- Roman Zabiełło – polski pilot komunikacyjny, organizator polskiego lotnictwa cywilnego po 1990 r.,
- Paweł Zołotow – nestor polskiego lotnictwa.